# توره‌ولییا
توره‌ولییا (به اسپانیایی: Torrevelilla) یک دهستان در اسپانیا است که در استان تروئل واقع شده‌است. توره‌ولییا ۳۳ کیلومتر مربع مساحت و ۱۹۹ نفر جمعیت دارد.